# 966

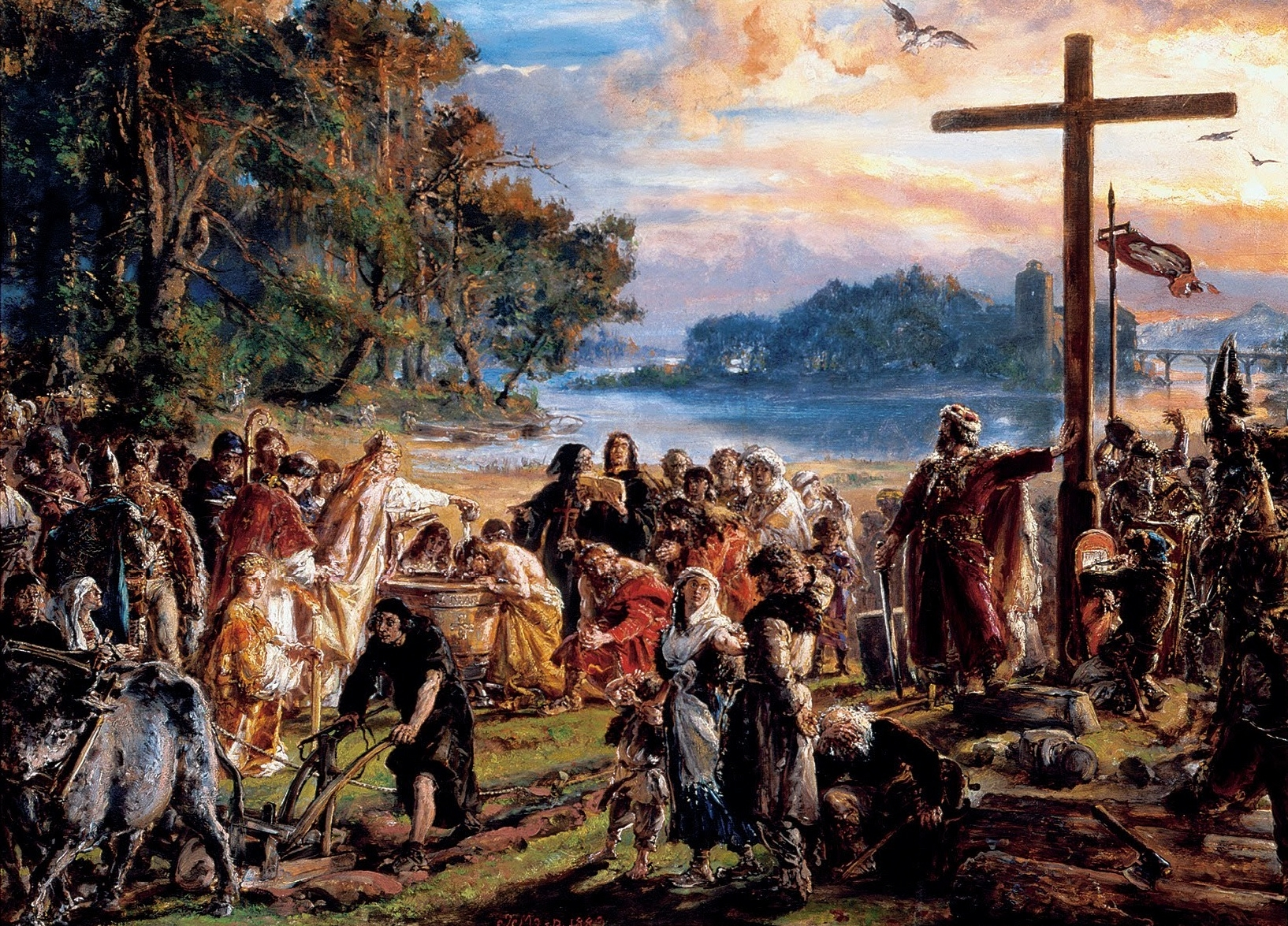
Mieszko I bekeert zich tot het christendom.

Het jaar 966 is het 66e jaar in de 10e eeuw volgens de christelijke jaartelling.

## Gebeurtenissen

### Byzantijnse Rijk
- Byzantijns-Arabische oorlog: Een uitwisseling van krijgsgevangenen vindt plaats aan de grens tussen het Byzantijnse Rijk en het kalifaat van de Abbasiden in Cilicië, met toestemming van keizer Nikephoros II (Phokas). De Abbasiden krijgen ongeveer 3.000 gevangenen terug (die na Nikephoros' verovering van Cilicië gevangen zijn genomen). Nikephoros stabiliseert de rijksgrens in Noord-Syrië met inbegrip van Hierapolis.[1][2]
- Zomer - Nikephoros II (Phokas) ontvangt Bulgaarse gezanten in Constantinopel, hij laat ze gevangenzetten en martelen (dit wegens de schending van het in 927 ondertekende vredesverdrag). Daarna stuurt hij ze weer terug naar de Bulgaarse hoofdstad Preslav. In oktober weigert Nikephoros de jaarlijkse tribuut aan koning (tsaar) Peter I te betalen en bereidt een militaire campagne voor om het Bulgaarse Rijk binnen te vallen.

### Europa
- Voorjaar - Koning Lotharius II trouwt met prinses Emma van Italië (de enige dochter van Adelheid van Bourgondië – de tweede vrouw van keizer Otto I ("de Grote"), uit haar eerste huwelijk met koning Lotharius II). Door het huwelijk versterkt Lotharius zijn band met het Heilige Roomse Rijk. Hij behoudt tijdelijk de controle over de steden Arras en Douai. De laatste wordt tijdens de middeleeuwen een bloeiend textiel en marktcentrum.[3]
- 4 april - Mieszko I, hertog en prins van Polen, bekeert zich tot het christendom. Hij wordt in Regensburg gedoopt, wat gewoonlijk wordt beschouwd als het fundament van de Poolse staat. Mieszko's doop, onder invloed van zijn vrouw Dubravka, brengt het christendom naar Polen. Het territorium geregeerd door Mieszko beslaat ongeveer 250,000 km² en wordt rond deze tijd bewoond door ongeveer 1,2 miljoen mensen.[4]
- Herfst - Otto I ("de Grote") vertrekt voor een derde expeditie naar Italië en vecht in Lombardije tegen de rebellen onder leiding van Adelbert I. In november wordt paus Johannes XIII hersteld op de pauselijke troon. Otto neemt in Rome de twaalf leiders van de rebellenmilitie, die Johannes hebben afgezet en gevangengezet in de Engelenburcht (of Castel Sant' Angelo), gevangen en laat ze in het openbaar ophangen.[5]
- 19 december - Koning Sancho I ("de Vette") overlijdt ten gevolge van een vergiftiging na een regeerperiode van 6 jaar. Hij wordt opgevolgd door zijn vijfjarige zoon Ramiro III als heerser van León.

### Azië
- In Vietnam ontstaat een verwarde situatie, die bekendstaat als de Opstand van 12 Heren. Een periode van oproer en onlusten tussen de Ngo-dynastie en de Đinh-dynastie (waarschijnlijke datum).

### Religie
- Kalachakrapada ("de Grote") (of Chilupa), een Indiaas boeddhistisch geestelijke, brengt de Kalachakra-teksten terug naar India.
- Eerste schriftelijke vermeldingen van Bevere, Eppegem, Gingelom, Groot-Gelmen en Wondelgem (huidige België).

## Geboren
- Bolesław I ("de Koene"), hertog en koning van Polen (overleden 1025)
- Gerberga, Bourgondisch edelvrouw en prinses (overleden 1019)
- Lodewijk V ("de Luie"), koning van West-Francië (overleden 987)

## Overleden
- 11 februari - Starchand, prins-bisschop van Eichstätt (r. 933 - 966)
- 19 juni - Robert I, graaf van Meaux en Chalon (r. 943 - 966)
- 6 augustus - Berengarius II, koning van Italië (r. 950 - 961)
- 19 december - Sancho I ("de Vette") (34), koning van León
- Bertha van Zwaben, Bourgondisch edelvrouw en koningin
- Miro, graaf van Barcelona, Girona en Osona (r. 947 - 966)